# Lijst van afleveringen van Checkpoint (seizoen 10)
Dit is een lijst van afleveringen van Checkpoint van seizoen 10. In de schema's staan de gestelde vraagstukken aangegeven, de getrokken conclusie en notities van de test.

## Inleiding
Het tiende seizoen van Checkpoint ging van start op 10 januari 2015, amper een maand na het einde van het voorgaande.
Daar waar er in dat voorgaande seizoen slechts acht testteamleden te zien waren, passeerden er in seizoen 10 weer negen de revue door de komst van Pien. Hiermee werd de onderlinge samenstelling echter wel gewijzigd ten opzichte van eerst: van zes jongens en drie meiden in seizoenen 3 t/m 8 naar vijf jongens en vier meiden in seizoen 10.
Qua terugkerende rubrieken waren er een aantal bekende die weer terugkeerden, waaronder Jongens vs Meiden, De Klapper Van De Week en Wat als je het toch doet?. De rubriek Rally-auto wordt vervangen door Schommelschip. Een andere nieuwe rubriek is Alternatief remmen.

## Samenstelling testteam
- Tom Berserik
- Myrthe Busch
- Ghino Girbaran
- Remy Hogenboom
- Dzifa Kusenuh
- Pien Maat
- Luara Prins
- Pascal Tan
- Dave Wai

## Afleveringen

### Aflevering 1
Uitzenddatum: 10 januari 2015

#### Schommelschip → Serveren
| Vraag                                                | Antwoord | Notities |
| ---------------------------------------------------- | -------- | --- |
| Is het mogelijk om te serveren in een schommelschip? | Nee.     | Testteamleden Pascal en Pien kregen elk een dienblad met drankjes die ze tijdens een rit in een schommelschip zo intact mogelijk moesten houden. In de loop van de rit kletterden echter – op een enkel glas bij Pien na – alle glazen van de dienbladen af, waarop na afloop de conclusie moest worden getrokken dat serveren in een schommelschip niet mogelijk is. |

#### Alternatief reservewiel
| Product                   | Notities |
| ------------------------- | --- |
| Truss en bioscoopstoelen. | Bij de eerste methode werd de band van de velg afgehaald. Om te voorkomen dat hierdoor de as over het wegdek zou schuren, was het idee om het gewicht van de auto de andere kant op te leggen. Hiervoor werd er op het dak van de auto een truss aangebracht, met aan het uiteinde twee bioscoopstoelen waarop testteamleden Tom en Remy konden plaatsnemen. De as kwam los van de grond en de auto kwam inderdaad vooruit. |
| Kaas.                     | Als tweede werd geprobeerd om een kaas als wiel te gebruiken. De kaas draaide echter niet mee op het wegdek; hij sleet volledig weg en liet een duidelijk zichtbaar spoor achter. |
| Kruiwagen.                | De derde deeltest bestond eruit dat de auto omhoog werd gekrikt om op de plaats van de lekke band een kruiwagen te plaatsen. Met de kruiwagen als alternatief reservewiel kwam de auto vooruit, maar het ging niet snel. |
| Verkeersbord.             | Als laatste werd er een rond verkeersbord gebruikt als reservewiel. Dit werkte op zich goed, maar toen er met de auto geslipt werd, brak het bord af. Desondanks werd het verkeersbord verkozen als ultieme oplossing. |

#### Jongens vs Meiden → Stuntpiloot
| Uitdaging                                   | Winnaar | Notities |
| ------------------------------------------- | ------- | --- |
| Twee oefeningen in een aerobatic vliegtuig. | Meiden  | Onder begeleiding van een ervaren piloot moesten testteamleden Dave en Pien met een vliegtuig een looping en een barrel roll uitvoeren. Na afloop oordeelde de piloot dat de meisjes gewonnen hadden. |
| Uiteindelijke winnaar.                      | Meiden. | Getrokken conclusie: de meiden kun je het beste hebben als piloot. |

#### Wat valt sneller? → Caravan of Vouwwagen
| Product 1 | Product 2 | Sneller   | Notities |
| --------- | --------- | --------- | --- |
| Caravan   | Vouwwagen | Vouwwagen | Een kraan liet een caravan en een vouwwagen vallen en gekeken werd welke als eerste de grond zou raken. Op het eerste gezicht leek het dicht bij elkaar te liggen, maar toen de beelden in slow motion werd teruggekeken, bleek dat de vouwwagen sneller viel. |

### Aflevering 2
Uitzenddatum: 17 januari 2015

#### Wat als je het toch doet? → Haarlak
| Wat als...                                                    | Notities |
| ------------------------------------------------------------- | --- |
| ...je lang haar met haarlak blootstelt aan brandende kaarsen? | Een testpop werd voorzien van lang haar, bespoten met een aanzienlijke hoeveelheid haarlak. Het haar vatte onmiddellijk vlam toen het met de kaarsen in aanraking kwam. |

#### De Kracht Van Glas
| Onderwerp              | Notities |
| ---------------------- | --- |
| De scherpte van glas.  | Bij de eerste deeltest stond een guillotine centraal met een glasplaat als valbijl. Hiermee werd geprobeerd om verschillende producten door te hakken om de scherpte van glas te testen. Er werd begonnen met tomaten en komkommers, vervolgens watermeloenen en als derde een kip. In alle drie de gevallen ging het doorhakken feilloos. Toen werd geprobeerd om twee frisdrankblikjes door te hakken, verbrijzelde het glas. Met een nieuw stuk glas werd geprobeerd om in de laatste vijfde poging nog een kokosnoot en een baksteen door te hakken. Ook dit lukte, weliswaar wederom met dat het glas erbij verbrijzelde. |
| Convergerend zonlicht  | In de tweede deeltest werd geprobeerd om vuur te maken met de zon. Een groot stuk glas moest hierbij als een vergrootglas fungeren om zo het zonlicht te convergeren. Als eerste werd geprobeerd een blokje hout in brand te steken. Dit lukte al snel. Daarna werd volgens hetzelfde principe geprobeerd om een frisdrankblikje door te branden. Nadat de zon even achter de wolken was verdwenen om vervolgens weer volop te schijnen, werd het colablikje door de geconvergeerde lichtbundel doorboord. Afgesloten werd met een stuk vuurwerk, dat onmiddellijk afging.                                                     |
| Over glas heen rijden. | Als laatste werd er geprobeerd om met een auto over een aantal glasplaten heen te rijden. Als eerste reed presentator Klaas er alleen overheen. Dit lukte hem, maar er brak een glasplaat. Als tweede stapte testteamlid Pascal bij hem in, toen ging het feilloos. Tot slot nam testteamlid Tom plaats op de achterbank, maar toen braken alle glazen platen. De auto haalde de overkant desondanks wel. |

#### Jongens vs Meiden → E.O.D.
| Uitdaging                             | Winnaar  | Notities |
| ------------------------------------- | -------- | --- |
| Wheelbarrow.                          | Jongens  | De jongens en de meiden moesten met een wheelbarrow (radiografisch bestuurbare explosievenrobot) over een parcours heen om een bom onschadelijk te maken die onder het wiel een auto verstopt zat. De jongens gingen als eerste en zij deden dit in 4'29" minuten, de meiden hadden hier 8'39" minuten voor nodig. |
| Op zoek naar een bom in een woonhuis. | Jongens  | De jongens en de meiden moesten met een speciaal pak aan een woonhuis binnen waar een bom verstopt lag. Deze moesten ze vinden en onschadelijk maken door een kabeltje door te knippen. De meiden, die als eerste gingen, deden hier 7'32" minuten over, de jongens 6'47" minuten.                                 |
| Line and hook.                        | Meiden   | In de laatste deeltest moesten de jongens en de meiden een bom uit een huis slepen met behulp van een touw en katrollen. De jongens gingen als eerste, maar zij slaagden er niet in om de opdracht te voltooien voordat de bom afging (tijdslimiet was 15 minuten). De meiden slaagden er wel in.                  |
| Uiteindelijke winnaar.                | Jongens. | Eindstand: 2-1. Getrokken conclusie: de jongens zijn de beste EOD'er. |

#### Alternatief remmen → Brandblussers
| Onderwerp                 | Notities |
| ------------------------- | --- |
| Remmen met brandblussers. | In dit testje werd gepoogd om een auto tot stilstand te laten komen met behulp van brandblussers. Ze werden in de auto gezet, met de slangen naar buiten in tegengestelde richting. Zodra ze werden ingedrukt, moesten ze de auto afremmen. De auto kwam tot stilstand, maar de brandblussers werkten niet beter dan met gewone remmen. |

### Aflevering 3
Uitzenddatum: 24 januari 2015

#### Schommelschip → Ontbijtje
| Vraag                                                           | Antwoord | Notities |
| --------------------------------------------------------------- | -------- | --- |
| Is het mogelijk om een ontbijtje te maken in een schommelschip? | Nee.     | Testteamleden Pascal en Dzifa kregen de opdracht om in een schommelschip een ontbijtje te maken, bestaand uit vier boterhammen met hagelslag en een glas melk. Dit trachtten ze te doen door in beide uiteinden van het schommelschip plaats te nemen en Dzifa zou dan vanaf deze afstand de ingrediënten richting Pascal gooien. Het lukte voor geen meter. |

#### Auto pimpen
In dit item werd gekeken hoe een saaie auto gepimpt kon worden.
| Product                       | Notities |
| ----------------------------- | --- |
| Verlichting aan de onderkant. | Als eerste werd een alternatief bedacht voor de verlichting aan de onderkant van de auto. Deze werd nagemaakt met behulp van rode fietsverlichting die aan een constructie van buizen onderaan de auto werden vastgemaakt.                      |
| Omhoogklappende deuren.       | Als tweede werden de autoportieren zo gemaakt dat ze omhoog konden klappen. Dit werd gedaan door ze uit hun normale scharnieren te zagen. Vervolgens werden er nieuwe scharnieren aangebracht waarlangs de portieren omhoog konden openklappen. |
| Enorme achterwielen.          | Als laatste werden de normale achterwielen vervangen door wielen van een tractor. Na het aanbrengen van al deze drie pimps werd gekeken of de auto nog kon rijden en dit was het geval.                                                         |

#### Testteam vs Rolstoelers
In dit duel nam testteamlid Remy het op tegen rolstoelrijder John om te kijken of rolstoelers echt beter in een rolstoel zijn dan niet-rolstoelers.
| Uitdaging              | Winnaar     | Notities |
| ---------------------- | ----------- | --- |
| Jezelf optakelen.      | Testteam    | Als eerste werd getest of rolstoelers echt beter waren in de armen. Hiervoor moesten Remy en John zichzelf, met rolstoel en al, optakelen tot een bepaalde hoogte, waar een bel hing. Op het moment dat deze geluid werd, stond de tijd vast. Remy ging als eerste en hij luidde de bel na 24 seconden. John deed er 53 seconden over.                                                                                               |
| Parcours op steigers.  | Rolstoelers | Bij de tweede deeltest was er een kort parcours uitgezet op een aantal bouwsteigers van 4 meter hoog. Remy en John moesten dit parcours per rolstoel afleggen en daarbij ook op bepaalde punten omdraaien en achteruit rijden. John had 18 seconden nodig om het parcours af te leggen, Remy 22,9 seconde. Doordat de stand nu 1-1 was, zou de laatste test allesbeslissend zijn.                                                    |
| Paintballgevecht.      | Testteam.   | In de laatste, beslissende test moesten Remy en John elkaar binnen vijf minuten zo veel mogelijk raken met een paintballgeweer. Op het testterrein waren een aantal barricades opgesteld waarachter beide jongens konden schuilen. Na vijf minuten had John Remy zes keer geraakt, waarvan ook een aantal op zeer ongelukkige plaatsen. Remy had John echter zeven keer geraakt en bepaalde daarmee de totaalwinst in zijn voordeel. |
| Uiteindelijke winnaar. | Testteam.   | Eindstand: 2-1. Getrokken conclusie: de lopers zijn het beste in een rolstoel. |

#### Klapper V/D Week → Auto op Caravan
| Situatie.                               | Geluidssterkte knal. | Notities |
| --------------------------------------- | -------------------- | --- |
| Het vallen van een auto op een caravan. | 96,1 dB.             | Deze editie van de klapper van de week was een vervolg op de klapper met de autocrash in seizoen 7, die een geluidsniveau van 96 decibel haalde. Het idee was dat de auto vallend harder zou kunnen dan rijdend en dat het dus een hardere klap op zou leveren. Een caravan, waar de auto op zou vallen moest deze klap vervolgens nog extra versterken. Opvallend genoeg was de uiteindelijke klap met 96,1 decibel slechts een tiende decibel luider dan de autocrash. |

### Aflevering 4
Uitzenddatum: 31 januari 2015

#### Wat als je het toch doet? → Hark
| Wat als...                             | Notities |
| -------------------------------------- | --- |
| ...je een hark in de tuin laat liggen? | In dit item werd gekeken wat er kon gebeuren als men een hark tegen zich aan kreeg die in de tuin was blijven liggen. Remy kreeg een beschermend pak aan dat aan de voorkant van een aantal eieren werd voorzien. Vervolgens werd er een hark op de grond gelegd en Remy stapte erop. Hij kreeg het ding met grote kracht tegen zich aan waardoor de eieren braken. In het echt zou dit een pijnlijke situatie zijn geweest. |

#### Doe-het-zelfinstrumenten
In dit item werden dure muziekinstrumenten nagemaakt.
| Instrument | Notities |
| ---------- | --- |
| Microfoon. | In de eerste deeltest werd van een blik en een piëzo-element een eenvoudige microfoon gemaakt, waardoorheen testteamleden Myrthe en Tom konden zingen.                                                                                         |
| Saxofoon.  | Als tweede werd uit een aantal rioolpijpen en een trechter een alternatieve saxofoon gemaakt. Een professionele saxofonist trachtte deze saxofoon te bespelen en dat lukte hem.                                                                |
| Cajón.     | Voor de laatste deeltest werd er een eigen cajon gebouwd van hout, die bespeeld kon worden door een professionele cajonspeler. Na het maken van al deze alternatieve muziekinstrumenten werd dit item afgesloten met een kortstondig optreden. |

#### Jongens vs Meiden → Helikopterpiloot
Bij deze editie van Jongens vs Meiden werd uitgezocht wie de beste helikopterpiloot waren, de jongens of de meiden. De jongens werden door Remy vertegenwoordigd, de meiden door Luara.
| Uitdaging                                      | Winnaar | Notities |
| ---------------------------------------------- | ------- | --- |
| Radiografisch bestuurbare helikopter besturen. | Jongens | Deze jongens-meidentest werd gestart met een deeltest rond een radiografisch bestuurbare helikopter. Deze moest van een ton naar een ander vat verderop worden gevlogen. Luara ging als eerste en zij slaagde niet in de opdracht, Remy wel. |
| Parcours afvliegen met helikopter.             | Meiden  | Vanaf deze deeltest werd overgegaan op het besturen van een echte helikopter. Remy en Luara gingen met deze heli een parcours afvliegen. Op dit parcours stond testteamlid Dave met een flare. Daar moest omheen worden gevlogen en vervolgens moest worden teruggevlogen en geland. Luara was met haar tijd van 2'40" minuten net zeven seconden sneller dan Remy. |
| Hoveren.                                       | Meiden  | In de laatste deeltest moesten Remy en Luara met de helikopter hoveren boven een gemarkeerd vak. Na afloop oordeelde een ervaren piloot die was meegevlogen dat Luara er meer gevoel voor had. Zij werd tot winnaar uitgeroepen. |
| Uiteindelijke winnaar.                         | Meiden. | Eindstand: 2-1. Getrokken conclusie: de meiden zijn de beste helikopterpiloten. |

#### Wat valt sneller? → Poep of Plas
| Product 1 | Product 2 | Sneller | Notities |
| --------- | --------- | ------- | --- |
| Poep      | Plas      | Poep    | In dit item stonden twee toiletpotten centraal. Eén daarvan werd gevuld met olifantenpoep, de tweede met urine. Vervolgens werden ze met een kraan naar boven gehesen en van grote hoogte gedropt. De pot met poep kwam als eerste op de grond. |

### Aflevering 5
Uitzenddatum: 7 februari 2015

#### Schommelschip → Eieren
| Vraag                                                       | Antwoord | Notities |
| ----------------------------------------------------------- | -------- | --- |
| Is het mogelijk in een schommelschip eieren over te gooien? | Nee.     | Testteamleden Ghino en Pien kregen de opdracht om eieren over te gooien. Van de 20 eieren die werden overgegooid, werd er slechts 1 heel opgevangen. |

#### Bureaustoel Goedkoop vs Duur
In deze test werden dure bureaustoelen vergeleken met goedkope. Uitgangspunt was kijken welk van de twee beter was.
| Vraag                                            | Conclusie   | Notities |
| ------------------------------------------------ | ----------- | --- |
| Welke bureaustoel kan het meeste gewicht hebben? | Gelijkspel. | Op beide bureaustoelen werden gewichten van 10, 30 en 70 kilo gedropt. Zowel de goedkope als de dure bureaustoelen overleefden een inslag van 10 en 30 kilo en gingen kapot bij de 70, waardoor de eerste test gelijk eindigde. |
| Welke bureaustoel kan het beste rondjes draaien? | Duur.       | Testteamlid Pascal nam plaats op beide bureaustoelen en moest binnen 1 minuut zo veel mogelijk rondjes draaien met een bladblazer. Op de goedkope bureaustoel draaide hij 25 rondjes in 1 minuut, bij de dure bureaustoel werd zijn poging na 19 seconden afgebroken. Op dat moment had hij er al 13 rondes op zitten. Na 1 minuut zou de dure stoel dus veel meer rondes hebben gemaakt dan de goedkope en dus werd die tot winnaar uitgeroepen. |
| Welke bureaustoel kan het beste rollen?          | Duur.       | Testteamlid Tom nam plaats op beide bureaustoelen en werd over een parcours voortgetrokken door presentator Klaas in een scootmobiel. Dit ging bij de dure bureaustoel beter. |
| Uiteindelijke winnaar.                           | Duur.       | Eindstand: 3-1. Getrokken conclusie: in principe maakt het niet zo veel uit, maar als je echt gaat voor de luxe, moet je een dure stoel hebben. |

#### Jongens vs Meiden → Gameheld
| Uitdaging              | Winnaar  | Notities |
| ---------------------- | -------- | --- |
| Bowlen.                | Jongens. | Bij de eerste deeltest moesten Pascal en Dzifa op een bowlingbaan zo veel mogelijk pins omver gooien. Ze konden echter niet zelf zien wat ze deden; ze kregen een helm op hun hoofd met een beeldscherm waarop een gefilmd beeld van de bowlingbaan werd weergegeven en moesten vanuit dat perspectief de ballen gooien. Dzifa ging als eerste en zij had na vier pogingen uiteindelijk zeven kegels omver. Pascal gooide er uiteindelijk 6+5=11 omver en won daarmee. |
| Kruipparcours.         | Meiden.  | Pascal en Dzifa kregen de opdracht om door een ventilatiebuis heen te kruipen. Om het echter wat moeilijker te maken liep er water in deze buis en werden er ook ratten in losgelaten. Pascal ging als eerste en hij had 57 seconden nodig om het einde te bereiken. Dzifa finishte reeds na 49 seconden. |
| Achtervolging.         | Jongens. | In de laatste deeltest moesten Pascal en Dzifa een getrainde freerunner achtervolgen over een obstakelparcours. De winnaar werd bepaald aan de hand van hoeveel tijd er zat tussen de finish van deze stuntman en de finish van Pascal/Dzifa. Dzifa ging als eerste en zij finishte op 47 seconden na de freerunner. Pascal had echter niet meer dan 14 seconden verschil en besliste daarmee de totaalwinst in het voordeel van de jongens.                           |
| Uiteindelijke winnaar. | Jongens. | Eindstand: 2-1. Getrokken conclusie: voor de beste gamehelden moet je bij de jongens zijn. |

#### Alternatief remmen → Parachute
| Onderwerp  | Notities |
| ---------- | --- |
| Parachute. | In dit testje werd gepoogd om een auto tot stilstand te laten komen met behulp van een parachute. Zoals bij een dragrace werd er van achteren een parachute uit de auto geworpen om hopelijk de auto tot stilstand te brengen. Het duurde even voordat de parachute daadwerkelijk de auto afremde, maar uiteindelijk remde hij de auto beter af dan de brandblussers in de vorige editie. |

### Aflevering 6
Uitzenddatum: 14 februari 2015

#### Wat als je het toch doet? → Stier
| Wat als...                                    | Notities |
| --------------------------------------------- | --- |
| ...je met een rode lap langs een stier loopt? | In dit item werd gekeken wat er kon gebeuren als men met een rode lap langs een stier zou lopen. Hiervoor werd er een paspop met een rode lap, die kon wapperen, bij een stier neergezet. De stier reageerde er niet op. |

#### Lichaamsenergie
In dit item werd gekeken naar manieren om met het eigen lichaam energie op te wekken.
| Energiebron   | Notities |
| ------------- | --- |
| Adem          | Als eerste werd getracht om energie op te wekken met de adem. Hiertoe werd met een gasmasker en een slang een constructie gemaakt waarmee Tom in een daaraan bevestigde computerventilator ademde, waarmee een lampje kon branden.                                                   |
| Lopen.        | Om energie op te wekken door te lopen werd het mechanisme van een knijpkat onder de schoenen van testteamlid Remy bevestigd. Door te lopen kon hij energie opwekken die gebruikt kon worden om een serie lampjes, die hij overal op zijn lichaam bevestigd kreeg, te laten branden.  |
| Uitwerpselen. | Hiervoor werden uitwerpselen van een koe gebruikt. Gedurende twee weken werd het ontstane methaangas opgevangen in een ballon. Vervolgens werd dit gas gebruikt om marshmallows te roosteren. Het item werd afgesloten met een ballon vol methaan die tot ontploffing werd gebracht. |

#### Jongens vs Meiden → Radiografisch besturen
Bij deze editie van Jongens vs Meiden werd uitgezocht wie er het beste radiografische dingen konden besturen, de jongens of de meiden. De jongens werden door Pascal vertegenwoordigd, de meiden door Myrthe.
| Uitdaging                                     | Winnaar     | Notities |
| --------------------------------------------- | ----------- | --- |
| Radiografisch bestuurbare autootjes besturen. | Jongens     | Als eerste moesten Pascal en Myrthe een drietal radiografisch bestuurbare autootjes over een parcours in een ton rijden. Pascal ging als eerste en hij was met 40 seconden klaar, Myrthe klaarde de klus pas in 1'59" seconde. |
| Robot voetbalwedstrijd.                       | Meiden      | Vervolgens werd er een voetbalwedstrijdje gehouden tussen twee robotjes, die Pascal en Myrthe moesten bedienen met hun smartphones. Myrthe bleek hier oppermachtig in en maakte Pascal zwaar in met 4-0. Doordat de tussenstand nu 1-1 was, zou de laatste deeltest allesbeslissend zijn. |
| Auto wassen met machine.                      | Onbeslist   | In de laatste deeltest kregen Pascal en Myrthe vijf minuten om met een radiografisch bestuurbare robotarm een auto te wassen. Aan deze arm zat een enorme spons en met een peuterbadje moest deze spons tussendoor worden uitgewassen. Ze slaagden er geen van beiden echt in om de auto schoon te krijgen. Pascal maakte het peuterbadje kapot en bij Myrthe viel de spons van de haak en maakte ze gaten in de ramen van de auto. De test eindigde gelijk. |
| Uiteindelijke winnaar.                        | Gelijkspel. | Eindstand: 2-2. Getrokken conclusie: als het gaat om het radiografisch besturen van bestuurbare apparaten kan je zowel de jongens als de meiden hebben. |

#### Wat valt sneller? → Langzame of snelle computer
| Product 1         | Product 2       | Sneller           | Notities |
| ----------------- | --------------- | ----------------- | --- |
| Langzame computer | Snelle computer | Langzame computer | In deze test stonden twee computers centraal, een ouderwetse langzame en een moderne snelle. Ze werden met een kraan naar grote hoogte gehesen en gedropt. De ouderwetse, langzame computer raakte de grond als eerste. |

### Aflevering 7
Uitzenddatum: 21 februari 2015

#### Gereedschap → Schuurmachine
| Onderwerp                                | Notities |
| ---------------------------------------- | --- |
| Bandschuurmachines als skates gebruiken. | Ghino kreeg een paar bandschuurmachines onder zijn voeten en een rollator voor. Vervolgens werden deze bandschuurmachines (m.b.v. een dimmer) zeer zacht ingeschakeld. Ghino kon erop skaten. |

#### Alternatieve alarmsystemen
In dit item werd gekeken naar alternatieven voor een dure alarminstallatie. Bij deze test fungeerde testteamlid Dave als inbreker.
| Product             | Notities |
| ------------------- | --- |
| Mobiele telefoon    | Als eerste werd er een mobiele telefoon aangebracht in een kastje bij de voordeur. Het openen van de voordeur zou deze telefoon laten overgaan en de eigenaar van het huis uit bed bellen. De inbreker, die bij deze test als proefpersoon diende, vluchtte echter onmiddellijk nadat hij het kastje zag zitten. |
| Spuitverf.          | Als tweede werd er bij de voordeur een drietal bussen spuitverf aangebracht. Zodra de voordeur geopend zou worden, zouden deze spuitbussen door middel van een mechanisme gaan spuiten en een eventuele inbreker van verfspatten voorzien. Hij kon echter wel nog steeds zijn misdaad uitvoeren.                 |
| Vloeibare stikstof. | Als laatste werd er een fles vloeibare stikstof opgehangen. Zodra de voordeur geopend zou worden, zou de fles omgaan en de inhoud over de vloer stromen, waardoor het zicht van een eventuele inbreker belemmerd zou worden. Dit werkte wel en de inbreker werd in de kraag gevat.                               |

#### Testteam vs Blinden
In dit duel nam testteamlid Tom het op tegen de blinde Max om te kijken of blinden echt beter zijn in het niet-zien dan niet-blinden. Beide proefpersonen voerden deze opdrachten geblinddoekt uit.
| Uitdaging                    | Winnaar   | Notities |
| ---------------------------- | --------- | --- |
| Personen op leeftijd zetten. | Testteam. | Als eerste moesten Tom en Max een vijftal personen, die verschilden in leeftijd, op volgorde van leeftijd zetten. Door eerst aan ze te voelen moesten ze een inschatting maken en vervolgens moesten ze op de juiste volgorde gezet worden. Tom deed dit beter.                                                             |
| Hondendrollen opruimen.      | Blinden.  | In de tweede deeltest moesten Tom en Max een drietal hondendrollen opruimen, die afkomstig zouden zijn van hun geleidehond. Hiertoe kregen ze drie zakjes mee waar ze de drollen in moesten stoppen. Max ging als eerste en hij slaagde er daadwerkelijk in om één drol in een zakje te krijgen. Tom slaagde er niet in.    |
| Schieten op gehoor.          | Blinden.  | In de laatste deeltest stonden drie schietschijven centraal waar geluid uit kwam. Tom en Max kregen de opdracht om geblinddoekt deze schietschijven te raken aan de hand van hun geluid. Tom ging als eerste en hij raakte één bord, Max raakte er echter twee en besliste daarmee dit duel in het voordeel van de blinden. |
| Uiteindelijke winnaar.       | Blinden.  | Eindstand: 2-1. Getrokken conclusie: de ziende mens kan met dezelfde beperkingen als een niet ziend mens hem niet verslaan op zijn eigen terrein. |

#### Klapper Van De Week → Implosie
| Situatie.                    | Geluidssterkte knal. | Notities |
| ---------------------------- | -------------------- | --- |
| Een implosie in een olievat. | 97,3 dB.             | In deze editie van de klapper van de week lieten presentator Klaas en testteam een leeg olievat imploderen. Dit deden ze door er heet water in te doen en hem vervolgens snel af te koelen met koud water. De klap was met 97,3 dB aanzienlijk harder dan van tevoren werd ingeschat. |

### Aflevering 8
Uitzenddatum: 28 februari 2015

#### Wat als je het toch doet → Cirkelzaag
| Wat als...                                  | Notities |
| ------------------------------------------- | --- |
| ...je met een stropdas om gaat cirkelzagen? | In dit item werd gekeken wat er kon gebeuren als men een cirkelzaag bediende met een stropdas om. De cirkelzaag sloeg onmiddellijk af op het moment dat de stropdas in het zaagblad werd meegetrokken. De kracht die in dit moment gemoeid was, zou echter wel potentie hebben om iemands nek te breken en dus dodelijk te zijn. |

#### Longkracht
| Onderwerp                             | Notities |
| ------------------------------------- | --- |
| Longinhoud vergroten.                 | Als eerste moest Remy een opblaasartikel(een zwembandje) opblazen. Hier had hij 3,5 teug voor nodig. Vervolgens werd getracht zijn longinhoud te vergroten, door hem regelmatig ijswater in zijn gezicht te gooien. Door de schrikreactie zou hij dieper moeten kunnen inademen, waardoor hij per keer ook meer lucht kon uitademen. Dit bleek waar te zijn, want na 3 teugen was het artikel opgeblazen. |
| Een vissenkom optillen op longkracht. | Vervolgens trachtten Remy en Ghino op longkracht een vissenkom op te tillen. Dit probeerden ze te doen door de kom vacuüm te zuigen en vervolgens omhoog te trekken. Dit lukte. |
| Een auto optillen op longkracht.      | Als laatste werd er een luchtkrik gebruikt om een auto van 735 kilo omhoog te tillen. Ghino en Remy bliezen deze luchtzak op longkracht op. Ook hier slaagden ze in. |

#### Jongens vs Meiden → Gevoel
Bij deze editie van Jongens vs Meiden werd uitgezocht wie er het meest gevoelig waren, de jongens of de meiden. De jongens werden door Ghino en Remy vertegenwoordigd, de meiden door Myrthe en Dzifa.
| Uitdaging                                        | Winnaar | Notities |
| ------------------------------------------------ | ------- | --- |
| Snelheid inschatten a.d.h.v. rijwind op de huid. | Meiden  | Voor deze deeltest werden Ghino en Myrthe geblinddoekt achter in een pick-uptruck neergezet. Deze reed achterwaarts over een rechte weg en aan de hand van de rijwind op de huid moest de snelheid worden ingeschat. Myrthe schatte 43 km/h in, de Ghino 70 km/h. De werkelijke snelheid was 40 km/h en daarmee hadden de meiden de eerste deeltest gewonnen.                               |
| Wormen op de rug tellen.                         | Jongens | Bij de tweede deeltest kregen Remy en Dzifa een aantal wormen en pissebedden op hun blote ruggen en was het de bedoeling om in te schatten hoeveel het er waren. Remy schatte in dat het er 10 waren, Dzifa 13. Het waren er exact 10, waardoor deze winst voor de jongens was. Doordat de tussenstand nu 1-1 was, zou de laatste deeltest allesbepalend zijn.                              |
| Temperatuur inschatten.                          | Meiden  | Als laatste werden Ghino en Myrthe met hun hoofd in drie tonnen met water gehangen. Dit water had steeds een andere temperatuur, die ze steeds moesten inschatten. Myrthe ging als eerste en zij had na drie tonnen een totaalverschil van 8 graden. Het totaalverschil van Ghino bedroeg 13, waardoor de meiden de laatste deeltest en daarmee de overall winst in hun voordeel bepaalden. |
| Uiteindelijke winnaar.                           | Meiden  | Eindstand: 2-1. Getrokken conclusie: de meiden zijn het beste met hun gevoel. |

#### Wat valt sneller? → Paspop M/V
| Product 1         | Product 2          | Sneller            | Notities |
| ----------------- | ------------------ | ------------------ | --- |
| Mannelijke paspop | Vrouwelijke paspop | Vrouwelijke paspop | In deze editie van Wat valt sneller? test stonden een mannelijke en een vrouwelijke paspop centraal en het uitgangspunt was de vraag of mannen of vrouwen sneller vielen. Omdat mannen over het algemeen zwaarder zijn dan vrouwen, werd de mannelijke paspop extra verzwaard. Desondanks kwam de vrouwelijke paspop als eerste op de grond. |

### Aflevering 9
Uitzenddatum: 7 maart 2015

#### Schommelschip → Smaaktest
| Vraag                                                            | Antwoord      | Notities |
| ---------------------------------------------------------------- | ------------- | --- |
| Is het mogelijk in een schommelschip te herkennen wat je proeft? | Gedeeltelijk. | Testteamleden Ghino en Pascal kregen een aantal waterpistolen die gevuld waren met een bepaalde vloeistof (yoghurtdrink, citroensap, cola en knakworstvocht). Deze moesten ze over de lengte van het schommelschip bij de ander in de mond spuiten en zo moest die ander bepaalde wat hij proefte. Een aantal vloeistoffen werd goed herkend, maar niet alles. |

#### Alternatief vuurwerk
In deze test werden verschillende alternatieven voor vuurwerk getoond.
| Product                          | Notities |
| -------------------------------- | --- |
| Bubbeltjesplastic.               | Als alternatief voor de duizendklapper werd er een enorme rol bubbeltjesplastic in een constructie voor op een fiets gehangen. Doordat er gefietst werd, rolde de rol uit onder de wielen, waardoor er een perfect imitatiegeluid van een duizendklapper te horen was.                                 |
| Slijptol.                        | Het tweede alternatief bestond uit een draaiende slijptol waartegen een metalen staaf werd gelegd. De vonken die er vanaf vonken, vormden een perfecte imitatie van siervuurwerk. |
| Gekleurd poeder uit een spudgun. | Tot slot werd een spudgun gevuld met gekleurd poeder, zoals dat wordt rondgestrooid op de hindoeïstische feestdag Holi-Phagwa. Om daarbij nog het idee van vuurwerk te krijgen, werd op het moment dat de spudgun werd afgeschoten, nog een ballon op een spijkerbed doorgeprikt. Dit werkte erg goed. |

#### Jongens vs Meiden → Waaghalzen
Bij deze jongens-meidentest werd uitgemaakt wie de grootste waaghalzen waren, de jongens of de meiden. De jongens werden vertegenwoordigd door Pascal, de meiden door Dzifa.
| Uitdaging                                                 | Winnaar     | Notities |
| --------------------------------------------------------- | ----------- | --- |
| In drie kisten met ongedierte graaien naar een stopwatch. | Jongens.    | Bij de eerste deeltest stonden er drie kisten centraal waar presentator Klaas steeds de stopwatch inlegde. Deze moest er iedere keer uit worden gehaald en aan Klaas worden teruggegeven. Zodra hij voor de derde keer de stopwatch zou vast hebben, stond de tijd vast. Er zat echter ongedierte in de kisten (op volgorde: padden, slangen en spinnen). Uiteindelijk maakte Pascal de proef af in een tijd van 1'13" minuut, Dzifa in 1'17" minuut. |
| Munten van muizenvallen af pakken.                        | Jongens.    | Bij de tweede deeltest lagen er tien gespannen muizenvallen met elk een munt. Pascal en Dzifa kregen de opdracht om de munten eraf te pakken. Dzifa ging als eerste en van de tien kreeg zij er uiteindelijk zes te pakken. Pascal had er echter acht. |
| Steile wand.                                              | Gelijkspel. | In de laatste deeltest stond de steile wand centraal. Pascal en Dzifa moesten proberen om met een kart zo hoog mogelijk te komen. Ze kwamen beiden helemaal bovenaan. |
| Uiteindelijke winnaar.                                    | Jongens.    | Eindstand: 3-1. |

#### Alternatief remmen → Sportmat
| Onderwerp             | Notities |
| --------------------- | --- |
| Enorm lange sportmat. | In dit testje werd gepoogd om een auto tot stilstand te laten komen door een enorm lange sportmat van achteren uit te rollen. De auto kwam na 2"66 seconden tot stilstand. |

### Aflevering 10
Uitzenddatum: 14 maart 2015

#### Gereedschap → Grasmaaier
| Onderwerp                  | Notities |
| -------------------------- | --- |
| Verven met een grasmaaier. | Voor deze test werden de bladen van een grasmaaier aangepast zodat ze paintballetjes konden wegslingeren. Op die manier werd er getracht een muur te beschilderen. Het leverde een spacy effect op. |

#### Je eigen boot
In deze test werd geprobeerd om met goedkope middelen een eigen boot te bouwen.
| Onderwerp                          | Notities |
| ---------------------------------- | --- |
| Een boot bouwen.                   | Als eerste werd het daadwerkelijke vaartuig gebouwd. Het frame werd gemaakt van pvc-buizen en vervolgens werd dit met behulp van ducttape tot een volwaardig vaartuig gemaakt, compleet afgewerkt met zijdrijvers, zoals bij een uitleggerkano (outrigger). Deze boot werd te water gelaten en bleef inderdaad drijven. Er werd echter gelijk geconstateerd dat er geen aandrijving aanwezig was. |
| Aandrijving met putt-putt bootjes. | In de overige twee deeltests in dit item stond dan ook deze aandrijving centraal. In aan de voorkant werden een piepschuimen mal aangebracht met een grote hoeveelheid putt-putt bootjes. Deze moesten de boot vooruit krijgen. Ze bleken echter niet sterk genoeg om de boot aan te drijven. |
| Aandrijving met een grastrimmer.   | De tweede poging om de boot aan te drijven, was met een grastrimmer. Via een constructie werd de maaikop op een bepaalde hoek in het water gezet om zo als een buitenboordmotor te dienen. Dit werkte. |

#### Jongens vs Meiden → Snijden
Bij deze editie van Jongens vs Meiden werd uitgezocht wie er het beste konden snijden, de jongens of de meiden. De jongens werden door Tom vertegenwoordigd, de meiden door Pien.
| Uitdaging                           | Winnaar | Notities |
| ----------------------------------- | ------- | --- |
| Een komkommer in schijfjes snijden. | Jongens | Als eerste kregen Tom en Pien één minuut de tijd om een komkommer in zo veel mogelijk schijfjes te snijden. Pien had er uiteindelijk 38, maar Tom bleek er vier meer te hebben en won daarmee de eerste deeltest.                                                                           |
| Een koeienoog ontleden.             | Meiden  | In de tweede deeltest stond chirurgie centraal. Tom en Pien kregen de opdracht om een koeienoog te ontleden en daarbij de lens te verwijderen. Het verschil in tijd tussen Tom en Pien bleek 11 seconden, maar dit echter wel in het voordeel van Pien, die een tijd van 3'34" minuten had. |
| Een auto in tweeën snijden.         | Jongens | Bij de finale van deze jongens-meidentest kregen Tom en Pien de opdracht om een auto doormidden te snijden met een slijptol. Pien had een tijd van 6'58" minuten, maar Tom bleek er 7 seconden onder te zitten en bepaalde daarmee de totaalwinst in het voordeel van de jongens.           |
| Uiteindelijke winnaar.              | Jongens | Eindstand: 2-1. Getrokken conclusie: als je zoekt naar mensen die het beste kunnen snijden, moet je bij de jongens zijn. |

#### Wat valt sneller? → Fiets vs Auto
| Product 1 | Product 2 | Sneller | Notities |
| --------- | --------- | ------- | --- |
| Fiets     | Auto      | Auto    | In deze editie van Wat valt sneller? werd er gekeken of een auto of een fiets sneller valt. Dit bleek overduidelijk de auto te zijn. |

### Aflevering 11
Uitzenddatum: 21 maart 2015

#### Wat als je het toch doet → Lama
| Wat als...                | Notities |
| ------------------------- | --- |
| ...je een lama irriteert? | In deze test werd uitgezocht of een lama zou gaan spugen als hij geïrriteerd zou worden. Testteamleden Ghino en Remy en presentator Klaas trachtten een lama te irriteren door hem moppen voor te lezen en uiteindelijk een slecht dansje te doen. De lama deed echter niks. |

#### Schaatsen in de zomer
In dit item werd getest hoe er in de zomer geschaatst kan worden.
| Methode                                      | Notities |
| -------------------------------------------- | --- |
| IJsblokken onder de schaatsen vriezen.       | Als eerste werd er in drie dagen tijd onder een paar schaatsen een ijsblok gevroren. Ghino trachtte hierop te schaatsen. Op zich kwam hij vooruit, maar de schaatsbeleving zoals op een normale ijsbaan werd niet geëvenaard. |
| Vloeibare stikstof gebruiken.                | Vervolgens werd er getracht om een uitgegoten plens water snel te bevriezen met vloeibare stikstof. Het water bevroor inderdaad, maar er kon absoluut niet op geschaatst worden.                                              |
| Kunststoffen snijplanken met olie gebruiken. | Als laatste werden er een aantal kunststoffen snijplanken genomen waarop olie werd aangebracht. Een aanzienlijke hoeveelheid van deze beoliede dienbladen werd achter elkaar gelegd. Hier kon inderdaad op geschaatst worden. |

#### Jongens vs Meiden → Vliegensvlug
Bij deze editie van Jongens vs Meiden werd uitgezocht wie er het meest vliegensvlug waren, de jongens of de meiden. De jongens werden door Tom en Pascal vertegenwoordigd, de meiden door Pien en Luara.
| Uitdaging                                                                          | Winnaar | Notities |
| ---------------------------------------------------------------------------------- | ------- | --- |
| Etenswaren van je elleboog laten afglijden en in diezelfde beweging weer opvangen. | Jongens | Als eerste kregen Tom en Pien vijf etenswaren uit een ontbijt op hun elleboog. Deze moesten ze van hun elleboog laten afglijden en in diezelfde beweging weer opvangen. De jongens vingen twee van de vijf artikelen, de meiden slaagden niet in hun opdracht. |
| Duizelig een parcours afrennen.                                                    | Jongens | In de tweede deeltest werd één testteamlid omwikkeld met 30 meter bubbeltjesplastic. Het andere testteamlid moest dit vliegensvlug van hem af trekken, waardoor de ene werd rondgedraaid en dus duizelig werd. In deze duizelige toestand moest een kort loopparcours afgerend worden. De meiden finishten na 56 seconden, de jongens reeds na 30.                                                           |
| Vanaf een tablet berichten versturen.                                              | Jongens | Bij de finale van deze jongens-meidentest moest één testteamlid in een scootmobiel drie vlaggen pakken op een parcours. Dit testteamlid kon echter niet zien wat hij/zij deed, maar had een helm op met een beeldscherm waarnaartoe de teamgenoot instructies stuurde. De jongens kregen uiteindelijk de drie vlaggen te pakken in een tijd van 10'48" minuten. De meiden waren pas na 14'15" minuten klaar. |
| Uiteindelijke winnaar.                                                             | Jongens | Eindstand: 3-0. Getrokken conclusie: als het gaat om de vraag wie het meest vliegensvlug is, moet je bij de jongens zijn. |

#### De Kracht Van Veel → Eieren
| Product       | Notities |
| ------------- | --- |
| Rauwe eieren. | In dit laatste item van de uitzending stond er een immense hoeveelheid rauwe eieren centraal. Op deze eieren kon (via een plaat daarbovenop) een helikopter landen zonder dat er ook maar één ei brak. |

### Aflevering 12
Uitzenddatum: 28 maart 2015

#### Schommelschip → Schminken
| Vraag                                                 | Antwoord                       | Notities |
| ----------------------------------------------------- | ------------------------------ | --- |
| Is het mogelijk je te schminken in een schommelschip? | Als je een meisje bij je hebt. | Testteamleden Ghino en Pien kregen de opdracht om elkaar als een clown te schminken tijdens een rit in een schommelschip. Het lukte Pien beter om Ghino te schminken dan andersom. |

#### Drones
In deze test werden verschillende toepassingen voor drones getoond.
| Toepassing                           | Notities |
| ------------------------------------ | --- |
| De sleutel pakken bij buitensluiten. | In de eerste deeltest stond het buitensluiten centraal. Met een radiografisch bestuurbare modelhelikopter werd geprobeerd om de binnen achtergelaten sleutel naar buiten te halen, via een slaapkamerraam dat nog open stond. De testteamleden slaagden er zelf niet in. Een professionele dronebestuurder werd ingeschakeld en hij slaagde er wel in om de sleutel te pakken. Vervolgens trachtte testteamlid Pascal de sleutel te halen door naar boven te klimmen en hem te pakken. Hij was aanzienlijk sneller dan de drone (45 seconden tegen 1'30" minuut), maar vanwege de inspanning werd geconcludeerd dat het beter was om het met de drone te doen. Een professionele dronebestuurder om hulp vragen is daarbij wel verstandig als je dit niet zelf kunt doen. |
| Bitterballen frituren.               | Als tweede werd getracht om met een drone bitterballen te frituren en vervolgens af te leveren bij de testteamleden die voor de televisie zaten te gamen. Een professionele dronebestuurder schakelde met een drone eerst de frituurpan in, waardoor de bitterballen gefrituurd werden. In de tussentijd vloog hij een dienblad met glaasjes limonade naar ze toe. De bitterballen vielen onmiddellijk op de grond toen ze uit de frituurpan werden gehaald. Onder het mom van de driesecondenregel raapten de testteamleden deze snel van de grond. Als laatste werd er een mosterdfles naar ze toe gevlogen. |
| Overzicht bij een paintballspel.     | In de laatste deeltest stond een paintballspel centraal. Er werden een aantal barricades opgesteld op het testterrein waarachter testteamleden Luara en Dzifa zich konden verschuilen. Testteamleden Tom en Pascal hadden echter een drone in de lucht om ze op te sporen. Dit bleek goed te werken. |

#### Jongens vs Meiden → Superkrachten
Bij deze editie van Jongens vs Meiden werd uitgezocht wie er het beste waren met superkrachten, de jongens of de meiden. De jongens werden door Ghino vertegenwoordigd, de meiden door Luara.
| Superkracht            | Winnaar | Notities |
| ---------------------- | ------- | --- |
| Laser schieten.        | Jongens | Als eerste kregen Ghino en Luara de opdracht om een aantal ballonnen kapot te schieten met een krachtige laser. Ghino ging als eerste en hij deed er 1'40" minuut over, Luara lukte het in 4'07" minuut.                                                                                                   |
| Door muren heen lopen. | Jongens | In de tweede deeltest stond een parcours centraal met een aantal muren en een deur waar Ghino en Luara doorheen moesten breken. Bij de finish stond een bom waarvan ze de lont moesten doorknippen. De snelste op het parcours zou derhalve nog het langste stuk lont overhebben. Dit bleek Ghino te zijn. |
| Vliegen.               | Jongens | Bij de finale kregen Ghino en Luara drie minuten de tijd om zo lang mogelijk te vliegen met een flyboard. Luara ging als eerste en zij was 33 seconden in de lucht, maar Ghino won met 41 seconden. |
| Uiteindelijke winnaar. | Jongens | Eindstand: 3-0. Getrokken conclusie: voor gebruik van superkrachten moet je de jongens hebben. |

#### Wat valt sneller? → Steen of veren
| Product 1      | Product 2     | Sneller        | Notities |
| -------------- | ------------- | -------------- | --- |
| 20 kilo stenen | 20 kilo veren | 20 kilo stenen | Uitgangspunt voor deze test was de aloude strikvraag over wat het zwaarste is: een gelijk gewicht aan steen of veren. Maar hier werd gekeken wat het snelste viel. De stenen raakten de grond net iets eerder dan de veren. |

### Aflevering 13
Uitzenddatum: 4 april 2015

#### Gereedschap → Bladblazer
| Onderwerp                                 | Notities |
| ----------------------------------------- | --- |
| Bladblazers als wc-papierkanon gebruiken. | Voor deze test gebruikten testteamleden Ghino en Dave en presentator Klaas een drietal bladblazers om een wc-papierkanon van te maken. Ze tapeten er een verfrolhouder in vast met een wc-rol. Zodra de bladblazer werd ingeschakeld, vloog het wc-papier eraf. |

#### Goedkoop vs Duur Sneakers
In deze test werden dure sneakers vergeleken met goedkope. Uitgangspunt was kijken welk van de twee beter was.
| Vraag                                       | Conclusie   | Notities |
| ------------------------------------------- | ----------- | --- |
| Welke sneaker heeft de beste demping?       | Gelijkspel. | Bij de eerste deeltest stond een stormram centraal met 19 eieren daarin. Het uiteinde van deze stormram werd voorzien van een sneaker. Deze ramde tegen een containerwand aan en aan de hand van het aantal gebroken eieren werd nagegaan welke schoen de beste demping had. Bij beide sneakers gingen er negen eieren kapot en dus eindigde deze deeltest gelijk.         |
| Welke sneaker heeft het meeste grip?        | Duur.       | Testteamleden Pascal en Remy moesten met de schoenen rondjes lopen op een platform dat steeds verder in helling ging, net zo lang tot ze er vanaf gleden. Pascal deed dit met de goedkope schoenen en Remy met de dure. Pascal gleed er met de goedkope schoenen af toen het platform 1m60 geheld was. Remy bleef er met de dure sneakers tot de maximale hoogte op staan. |
| Welke sneaker kan het beste tegen slijtage? | Duur.       | Als laatste reed presentator Klaas met een auto over een weg, waarbij de goedkope en de dure sneakers aan weerszijden van de auto over het wegdek werden gesleept. Aan het einde van de test bleek dat de dure schoen hier beter tegen bestand was. |
| Uiteindelijke winnaar.                      | Duur.       | Eindstand: 3-1. Getrokken conclusie: als je de beste kwaliteit wil, moet je toch echt de dure schoenen hebben. |

#### Jongens vs Meiden → Schilderen
Bij deze editie van Jongens vs Meiden werd uitgezocht wie er het beste konden schilderen, de jongens of de meiden. De jongens werden door Remy en Dave vertegenwoordigd, de meiden door Myrthe en Pien.
| Uitdaging                 | Winnaar     | Notities |
| ------------------------- | ----------- | --- |
| Een plafond beschilderen. | Jongens     | Als eerste moest er een plafond zwart geschilderd worden. Hierbij stond een van de testteamleden van beide teams op stelten om het plafond met een roller zwart te maken. De jongens gingen als eerste en zij finishten na 3'08" minuten. De meiden waren niet eerder dan 12'01" minuten klaar. |
| Pictionary.               | Meiden      | Bij de tweede deeltest moest één testteamlid met een markeerwagen een tekening op de grond maken. De ander stond in een hoogwerker en moest raden wat het was (een bom). De meiden lukten dit in 3'15" minuten, de jongens na 3'20" minuten.                                                    |
| Bodypainten.              | Gelijkspel  | In de finale moesten de jongens en de meiden voetbalshirts bodypainten op een voetbalploeg. Deze deeltest eindigde gelijk. |
| Uiteindelijke winnaar.    | Gelijkspel. | Eindstand: 2-2. Getrokken conclusie: als je op zoek bent naar schilders, kun je kiezen voor de meiden of de jongens. |

#### De Kracht Van Veel → Papier
| Product        | Notities |
| -------------- | --- |
| Vellen papier. | In dit afsluitende item werd gekeken hoeveel papier er nodig was om jezelf te beschermen tegen de impact van een pijl uit een kruisboog. Toen deze hoeveelheid vastgesteld was, bleek dit aanzienlijk minder te zijn dan aanvankelijk werd verwacht. |

### Aflevering 14
Uitzenddatum: 11 april 2015

#### Spijker vs Schroef
In deze test werden spijkers vergeleken met schroeven. Uitgangspunt was kijken welk van de twee beter was.
| Uitdaging              | Winnaar    | Notities |
| ---------------------- | ---------- | --- |
| Deur barricaderen.     | Schroeven. | In de eerste deeltest kregen presentator Klaas en testteam één minuut de tijd om een deur te barricaderen met spijkers of schroeven. Vervolgens werd gepoogd om de deur met behulp van een stormram open te breken. Het product dat de meeste slagen nodig had om losgebroken te worden, had gewonnen. De vastgespijkerde deur werd met 5 slagen opengebroken, voor de vastgeschroefde deur waren 12 slagen nodig. |
| Hangmat hangen.        | Schroeven. | Als tweede werd er een hangmat opgehangen. Het ene uiteinde werd met een spijker vastgezet, het tweede met een schroef. Vervolgens gingen testteam erin liggen en uiteindelijk schommelen. Het bevestigingspunt dat het als eerste begaf, had verloren. Ook in dit geval kwam de schroef als winnaar uit de bus.                                                                                                   |
| Spijkerbed/schroefbed. | Spijkers.  | In de finale stonden de spijkerbedden centraal. Presentator Klaas en testteam maakten een spijkerbed en ook een variant met schroeven. Vervolgens ging het testteam erop liggen om te kijken welk van de twee het minst pijnlijk was. Hier kwamen de spijkers als beste uit. |
| Uiteindelijke winnaar. | Schroeven. | Eindstand: 2-1. Getrokken conclusie: schroeven blijven veel beter zitten dan spijkers, maar je moet er niet op willen gaan liggen. |

#### Jongens vs Meiden → Vouwen
In deze jongens-meidentest werd uitgezocht wie er het beste zijn in vouwen, de jongens of de meiden.
| Uitdaging                        | Winnaar  | Notities |
| -------------------------------- | -------- | --- |
| Kampeerset inklappen en inladen. | Meiden.  | Als eerste kregen de jongens (Tom en Pascal) en de meiden (Pien en Myrthe) de opdracht om een set uitklapbare kampeerspullen in te klappen en in de auto te leggen. Onder deze spullen bevond zich een klaptent. De jongens trachtten deze tent in te klappen door de stokken te verwijderen, wat uiteraard niet goed was. Bovendien raakte ook de klaptafel beschadigd door hun toedoen. Hun poging werd afgekeurd. De meiden slaagden wel in hun opdracht (tijd: 4'58" minuten) en daarmee wonnen zij de eerste deeltest. |
| Boot vouwen.                     | Jongens. | Bij het tweede onderdeel verplaatste de set zich naar buiten waar een bassin stond. De jongens en de meiden kregen elk tien minuten de tijd om een papieren boot te vouwen. Daarna zou de boot in dit bassin geplaatst worden en beladen worden met zand. De partij wiens boot als eerste zonk, had verloren. Aanvankelijk leken de meiden in het voordeel, doordat hun boot aanzienlijk beter gevouwen was. Dit was echter van korte duur, want toen het zand erin zat, zonk hun boot met een dramatische kapseis. Hierdoor konden de jongens deze test verrassend op hun naam schrijven. Met een 1-1 tussenstand lagen de kansen weer open voor beide partijen. |
| Shape Fold puzzel.               | Jongens. | De finale deeltest bestond uit een levensgrote Shape Fold puzzel. Een constructie van met scharnieren aan elkaar gezette pallets moest in een zo kort mogelijke tijd in een bepaalde vorm gevouwen worden. De meiden gingen als eerste en zij hadden 7 minuten nodig om de puzzel in de juiste vorm te vouwen. De jongens waren met 5'36" minuten echter sneller en zij beslisten daarmee de overall winst met 2-1 in hun voordeel. |
| Uiteindelijke winnaar.           | Jongens. | Eindstand: 2-1. Getrokken conclusie: als het gaat om vouwen, moet je bij de jongens zijn. |

#### Wat valt sneller → Sinaasappels vs Sap
| Product 1            | Product 2               | Sneller              | Notities |
| -------------------- | ----------------------- | -------------------- | --- |
| 30 kilo sinaasappels | 30 liter sinaasappelsap | 30 kilo sinaasappels | Voor deze test werd een kist met 30 kilo (oude) sinaasappels en een set flessen met bij elkaar 30 liter (eveneens oude) sinaasappelsap gebruikt. Deze werden vanaf een hijskraan naar beneden gedropt. De kist met sinaasappels kwamen overduidelijk als eerste op de grond neer. |

### Aflevering 15
Uitzenddatum: 18 april 2015

#### Schommelschip → Shirtwissel
| Vraag                                                       | Antwoord                                                | Notities |
| ----------------------------------------------------------- | ------------------------------------------------------- | --- |
| Is het mogelijk van shirt te wisselen in een schommelschip? | Voor jongens lastig verhaal, bij meiden lukt het prima. | Testteamleden Dzifa, Ghino en Pascal gingen elk met een felgekleurd voetbalshirt aan in een schommelschip. Ze kregen een aantal kaarten mee waarop stond beschreven hoe ze van shirts moesten wisselen. Ghino had zichtbaar moeite om de shirts aan te krijgen en Pascal werd misselijk, terwijl Dzifa juist geen problemen had. |

#### Muggen
In deze test werden verschillende methoden uitgetest om van muggen af te komen. Centraal stonden speciale testruimtes met een bed waar testteamlid Remy in ging liggen. Vervolgens werden er muggen in losgelaten en na 5 minuten werd gekeken hoe vaak Remy gestoken werd.
| Methode                                                    | Notities |
| ---------------------------------------------------------- | --- |
| Schuttersvissen.                                           | Als eerste werd een aquarium vol schuttersvissen gebruikt. Remy werd vijf keer gestoken. |
| Val van elektrische vliegenmeppers en een bloed/zweet mix. | Voor de tweede deeltest werd een speciale val gemaakt voor de muggen. Als lokaas voor de muggen werd een mengsel van bloed en zweet gebruikt, hier overheen lag echter een elektrische vliegenmepper die de naderende muggen moest elimineren. Het bleek echter averecht te werken; het trok juist meer muggen aan en Remy werd vaker gestoken dan met de schuttersvissen. |
| Stofexplosie.                                              | Bij de laatste deeltest ging Remy niet in bed liggen. Hier werd met behulp van melkpoeder op een plafondventilator een stofexplosie veroorzaakt dankzij een aantal kaarsen die eronder waren opgesteld. Alle in de ruimte losgelaten muggen werden door het vuur verslonden.                                                                                               |

#### Jongens vs Meiden → Schoonmaken
Bij deze editie van Jongens vs Meiden werd uitgezocht wie er het beste konden schoonmaken, de jongens of de meiden.
| Uitdaging              | Winnaar  | Notities |
| ---------------------- | -------- | --- |
| Mattenklopper.         | Jongens. | Als eerste kregen de jongens en de meiden twee minuten de tijd om met een mattenklopper op een vieze mat te slaan om er zo veel mogelijk vuil uit te slaan. Op de grond stonden twee lijnen en alles wat daartussen zou vallen, zou gewogen worden. De jongens hadden uiteindelijk 0,78 kg op de lijnen, de meiden 0,50 kg. |
| Drollen opzuigen.      | Jongens. | In de tweede deeltest stond een parcours van verschillende stukken speelgoed centraal. Hierop waren vijf drollen geplaatst die de testteamleden met een daarvoor bestemd voertuig zo snel mogelijk moesten opruimen. Hierbij zouden ze 5 seconden straftijd krijgen bij het opzuigen van een stuk speelgoed en 30 als er een drol werd platgereden (i.p.v. opgezogen). Uiteindelijk hadden de meiden 3'11" minuten nodig om de klus te klaren. De jongens hadden 5 seconden straftijd, maar met hun totaaltijd van 2'28" minuten wonnen ze alsnog. |
| Zandstralen.           | Meiden.  | In de laatste deeltest kregen de jongens en de meiden de opdracht om een auto te ontdoen van zijn verf d.m.v. zandstralen. Dit ging de meiden beter af. |
| Uiteindelijke winnaar. | Jongens  | Eindstand: 2-1. Getrokken conclusie: de jongens zijn de absolute schoonmakers. |

#### Alternatief remmen → Schoenen
| Onderwerp | Notities |
| --------- | --- |
| Schoenen. | In dit testje werd een poging gedaan om een auto tot stilstand te laten komen door een aan de achterkant bevestigde hekconstructie met een grote hoeveelheid schoenen van achter op het wegdek te laten vallen. Na 3"22 seconden kwam de auto tot stilstand. |

### Aflevering 16
Uitzenddatum: 25 april 2014

#### Wat als je het toch doet → Tegen de wind in plassen
| Wat als...                    | Notities |
| ----------------------------- | --- |
| ...je tegen de wind in plast? | In deze test werd uitgezocht tot welke windkracht er tegen de wind in geplast kon worden. Met behulp van bladblazers werd er wind opgewekt waar tegenin geplast moest worden. Bij windkracht 4 ging het nog goed, bij windkracht 11 echter werd de plas gelijk weer teruggeblazen. Testteamlid Ghino kreeg de volle laag over zich heen. |

#### Sneller van A naar B
In deze test werden verschillende methoden uitgetest om sneller van A naar B te geraken.
| Methode                             | Notities |
| ----------------------------------- | --- |
| Loop personenauto.                  | Als eerste werd een auto omgebouwd tot loopauto, omdat de doelgroep van Checkpoint niet over een auto en rijbewijs beschikt. Heuvelafwaarts bleek hij het uitstekend te doen, maar heuvelopwaarts lukte niet. |
| Aandrijving van flubberende ballon. | Voor de tweede deeltest werd er een enorme ballon opgeblazen en op een aanhanger achter een fiets gezet. De ballon was echter niet sterk genoeg om testteamlid Ghino op de fiets vooruit te stuwen.           |
| Brandblussers achterop skelter.     | Bij de laatste deeltest werden er drie brandblussers achter op een skelter gemonteerd. Deze werden aangezet. De skelter (bestuurd door Remy) werd met volle kracht vooruit gestuwd.                           |

#### Jongens vs Meiden → Schieten
Bij deze editie van Jongens vs Meiden werd uitgezocht wie het beste konden schieten, de jongens of de meiden. De jongens werden door Ghino vertegenwoordigd, de meiden door Dzifa.
| Uitdaging                                             | Winnaar  | Notities |
| ----------------------------------------------------- | -------- | --- |
| Ballon kapot schieten.                                | Jongens. | Als eerste kregen Ghino en Dzifa de opdracht om een waterballon boven het hoofd van de tegenstander kapot te schieten. Ghino schoot als eerste zijn ballon boven Dzifa kapot.                                                               |
| Kontje kick.                                          | Jongens. | Bij deze deeltest kregen Ghino en Dzifa drie pogingen om de ander met een voetbalkanon op het achterwerk te schieten. Dzifa raakte Ghino geen enkele keer, Ghino raakte Dzifa echter wel één keer en won daarmee.                           |
| Potjes benzine richting een Checkpoint logo schieten. | Jongens. | Bij de finale was het de bedoeling om in zo min mogelijk pogingen een Checkpoint logo in brand te steken door potjes met benzine m.b.v. een spudgun daarheen te schieten. Ghino had de minste pogingen nodig om dit voor elkaar te krijgen. |
| Uiteindelijke winnaar.                                | Jongens. | Eindstand: 3-0. Getrokken conclusie: als je zoekt naar de beste schutter, moet je bij de jongens zijn. |

#### Klapper Van De Week → Rubberboot
| Situatie.                        | Geluidssterkte knal. | Notities |
| -------------------------------- | -------------------- | --- |
| Het opblazen van een rubberboot. | 94,7 dB.             | In deze laatste editie van de klapper van de week werd er een stevige rubberboot opgepompt totdat hij uit elkaar zou klappen. Echter klapte uiteindelijk niet de boot zelf, maar de luchtcompartimenten die aan de binnenkant zaten. Deze klap was 94,7 dB luid. Hierop werd er nog een tweede boot opgepompt. Deze klapte wel aan de buitenkant, maar de klap was niet meer dan 93,9 dB. Besloten werd om de eerste klap, die harder was, te tellen. |

### Aflevering 17
Uitzenddatum: 2 mei 2015.
In deze laatste aflevering werd een compilatie vertoond van de beste fragmenten uit het tiende seizoen.

#### Alternatief reservewiel
Er werd begonnen met een compilatie uit de test over het alternatieve reservewiel.

#### Wat als je het toch doet?
Dit werd gevolgd door een compilatie van de rubriek Wat als je het toch doet?. De snel achter elkaar getoonde edities waren: de haarlak (afl. 2), de hark (afl. 4) en de stier (afl. 6).

#### Wat valt sneller?
Hierna volgde door de rubriek Wat valt sneller?. De getoonde edities waren: fiets vs auto (afl. 10), poep vs plas (afl. 4), paspop M/V (afl. 8) en caravan of vouwwagen (afl. 1).

#### Alternatief remmen
Als vierde werden er hoogtepunten uit de rubriek Alternatief remmen getoond; de brandblussers (afl. 2), de parachute (afl. 6) en de schoenen (afl. 15).

#### Jongens vs Meiden → Einduitslag
Vervolgens werd er ingezoomd op de verschillende jongens-meidentesten van de afgelopen serie. Als eerste werden er ook in dit geval weer hoogtepunten getoond, uit de J/M-tests Waaghalzen (afl. 9), Helikopterpiloot (afl. 4), Snijden (afl. 10), Vouwen (afl. 14)
Na dit overzicht maakte presentator Klaas bekend dat dit seizoen de jongens de meeste overwinningen hadden geboekt. En het was een klinkende overwinning ook. 11x maar liefst hadden de jongens gewonnen. De meiden 3 keer en er werd 2 keer gelijk gespeeld.

#### De Kracht Van Glas
Daarna volgde een compilatie uit de test over de kracht van glas (afl. 2).

#### Sneller van A naar B
En vervolgens volgde de laatste deeltest met de brandblussers uit de test Sneller van A naar B.

#### De Klapper Van De Week
Als laatste werden de drie hardste klappers bekendgemaakt in alle edities van De Klapper Van De Week die ooit de revue gepasseerden.
| # | Situatie        | Geluidssterkte knal |
| - | --------------- | ------------------- |
| 1 | Carbid          | 110,0 dB            |
| 2 | Trektouwtjes    | 106,3 dB            |
| 3 | Klappertjespijl | 105,1 dB            |

### Checkpoint Special: Geheime missie
Uitzenddatum: 29 augustus 2015.

#### Jongens vs Meiden → Geheime Missie
In deze test stond een grote energiecentrale centraal die op het punt stond om opgeblazen te worden (Dongecentrale). Van zowel de jongens als de meiden moesten er twee testteamleden via een reeks opdrachten door het complex heen om een derde testteamlid te bevrijden en vervolgens te ontsnappen voordat het complex zou ontploffen.
| Uitdaging                                              | Winnaar  | Notities |
| ------------------------------------------------------ | -------- | --- |
| Ontsnappen.                                            | Jongens. | Bij de eerste deeltest waren de twee testteamleden – Ghino en Pascal voor de jongens, Myrthe en Pien voor de meiden – opgesloten en met kettingen en sloten vastgezet. De bedoeling was dat ze zich zouden bevrijden. De jongens waren het snelste bevrijd. |
| Camera-autootje naar een laptop met kluiscode loodsen. | Meiden.  | Bij de tweede deeltest was het de bedoeling dat de testteamleden een kluis zouden kraken waar een sleutelkaart in zat om verder de centrale in te kunnen. De code van deze kluis werd op het beeldscherm van een laptop weergegeven. Om deze te veroveren, moesten de testteamleden een radiografisch bestuurbaar camera-autootje vanaf een hoogte naar beneden laten zakken en naar de laptop sturen. De meiden waren als eerste klaar. |
| Abseilen.                                              | Meiden.  | Vervolgens moesten de testteamleden vanaf een hoogte naar beneden abseilen richting een kist met inhoud die ze nodig hadden om het derde testteamlid te bevrijden (Dave bij de jongens, Luara bij de meiden). De meiden waren als eerste beneden. In de kist bleek een geweer te zitten. |
| Doelen schieten.                                       | Jongens. | Om het derde testteamlid te bevrijden, moesten de twee andere testteamleden met het geweer een aantal targets raken, waardoor de boeien, waarmee dit testteamlid vastgezet was, open zouden gaan. De jongens hadden hun derde testteamlid eerder los. |
| Eerder uit de centrale zijn.                           | Jongens. | Na vier deeltests was de stand 2-2 gelijk. De totaalwinst werd uiteindelijk bepaald aan de hand van wie het snelste uit de centrale ontsnapte. Met slechts 12 seconden verschil waren de jongens sneller. |
| Uiteindelijke winnaar.                                 | Jongens. | Eindstand: 3-2. Getrokken conclusie: mocht je ooit nog eens uit een moeilijke centrale ontsnappen, kun je ze allebei hebben, maar de jongens zijn net iets sneller. |

#### De Klapper Van De Week
Tot slot werd er nog een top 5 getoond van de beste klappers van de week die zijn langsgekomen.
| # | Klapper         |
| - | --------------- |
| 1 | Droogijs        |
| 2 | Benzine         |
| 3 | Boot            |
| 4 | Natrium In Wc   |
| 5 | Klappertjespijl |

## Kijkcijfers zaterdagafleveringen
| Datum            | Aantal kijkers | Marktaandeel |
| ---------------- | -------------- | ------------ |
| 10 januari 2015  | 195.000        | 15,2%        |
| 17 januari 2015  | 150.000        | 14,9%        |
| 24 januari 2015  | 251.000        | 19,5%        |
| 31 januari 2015  | 127.000        | 11,7%        |
| 7 februari 2015  | 235.000        | 21,6%        |
| 14 februari 2015 | 186.000        | 18,3%        |
| 21 februari 2015 | 160.000        | 15,1%        |
| 28 februari 2015 | 151.000        | 13,3%        |
| 7 maart 2015     | 115.000        | 12,2%        |
| 14 maart 2015    | 137.000        | 12,4%        |
| 21 maart 2015    | 182.000        | 17,3%        |
| 28 maart 2015    | 136.000        | 13,6%        |
| 4 april 2015     | 151.000        | 14,1%        |
| 11 april 2015    | 144.000        | 13,9%        |
| 18 april 2015    | 100.000        | 10,7%        |
| 25 april 2015    | 191.000        | 19,3%        |
| 2 mei 2015       | 160.000        | 18,2%        |
| 29 augustus 2015 | 108.000        | 12,2%        |